# Fleet Air Arm

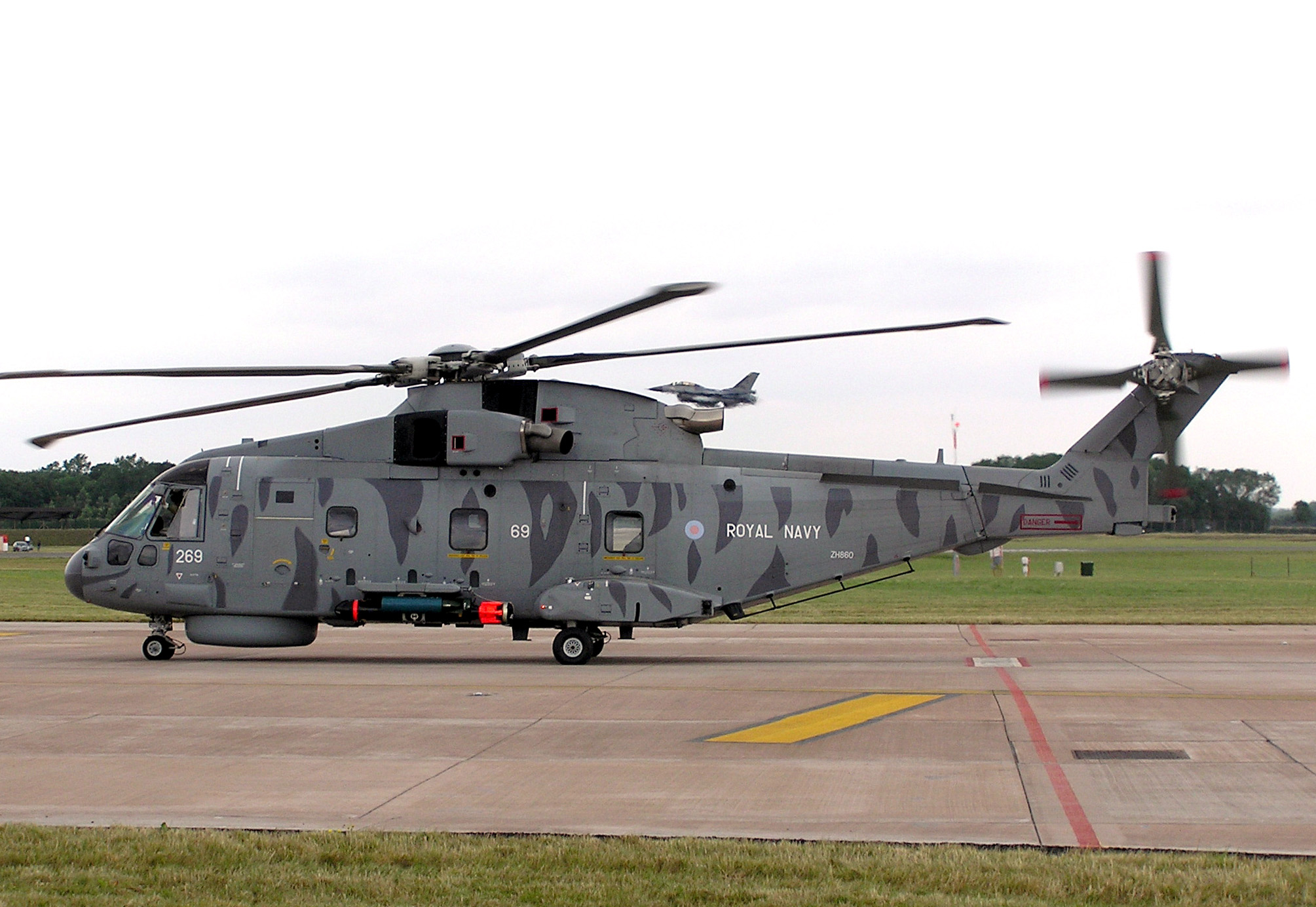
Vrtulník AW101 Merlin HM.1 Royal Navy

Fleet Air Arm (FAA) je leteckou složkou britského Royal Navy zodpovědnou za provoz letadel na palubách jeho lodí.
Námořnictvo mělo své letectvo, Royal Naval Air Service (RNAS), už od ledna 1914, ale 1. dubna 1918 bylo spojením RNAS a armádních Royal Flying Corps založeno samostatné letectvo Royal Air Force.
Fleet Air Arm bylo založeno 1. dubna 1924 jako součást RAF a až v roce 1937 bylo navráceno pod plnou kontrolu Admirality.
V současnosti má Fleet Air Arm asi 6200 příslušníků, což je přes 10 % celkového stavu Royal Navy.
Hlavní výzbroj FAA představují protiponorkové helikoptéry Wildcat. Další protiponorkové vrtulníky jsou typu Merlin, kterými je vybaveno pět perutí FAA s domovskou základnou v Culdrose, jinak operují z palub válečných lodí, včetně letadlových lodí, pomocných tankerů a fregat Typ 23 Norfolk. Pro včasnou výstrahu, zvláštní operace a vyhledávací a záchranné akce jsou určeny helikoptéry Westland Sea King.
Poté, co byly roku 2010 vyřazeny stroje BAe Harrier neprovozuje Fleet Air Arm bojové letouny s pevným křídlem, ale příslušníci 809. námořní letecké peruti podstupují od roku 2013 výcvik na strojích Lightning II, a velením Royal Navy bylo oznámeno, že její reaktivace jako operační jednotky vybavené tímto strojem je plánována na rok 2016.

## Perutě námořního letectva (NAS)

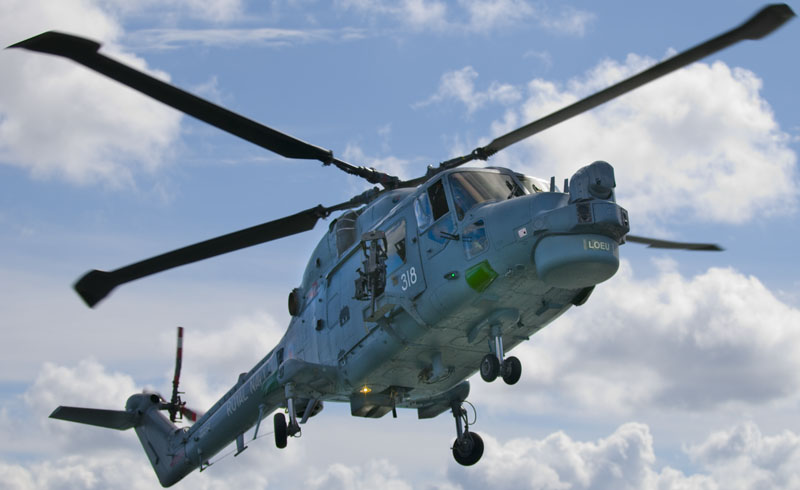
Protiponorkový vrtulník Westland Lynx HMA8.

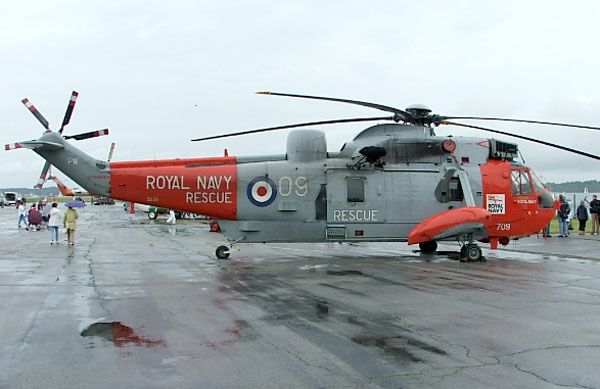
Záchranný vrtulník Sea King HAR5.

| Peruť                        | Výzbroj              | Základna           |
| ---------------------------- | -------------------- | ------------------ |
| 702 NAS (Naval Air Squadron) | Lynx HAS3/HMA8       | Yeovilton          |
| 703 NAS                      | Tutor T1             | RAF Barkston Heath |
| 705 NAS                      | Squirrel HT1         | RAF Shawbury       |
| 727 NAS                      | Tutor T1             | Yeovilton          |
| 750 NAS                      | Super King Air 350ER | Culdrose           |
| 771 NAS                      | Sea King HAR5/6      | Culdrose           |
| 792 NAS                      | Galileo Mirach 100/5 | Culdrose           |
| 814 NAS                      | Merlin HM1           | Culdrose           |
| 815 NAS                      | Lynx HAS3/HMA8       | Yeovilton          |
| 820 NAS                      | Merlin HM1           | Culdrose           |
| 824 NAS                      | Merlin HM1           | Culdrose           |
| 825 NAS                      | Wildcat HMA.2        | Yeovilton          |
| 829 NAS                      | Merlin HM1           | Culdrose           |
| 845 NAS                      | Sea King HC4/HC6CR   | Yeovilton          |
| 846 NAS                      | Sea King HC4         | Yeovilton          |
| 847 NAS                      | Wildcat AH.1         | Yeovilton          |
| 848 NAS                      | Sea King HC4         | Yeovilton          |
| 849 NAS                      | Sea King ASaC7       | Culdrose           |
| 854 NAS                      | Sea King ASaC7       | Culdrose           |
| 857 NAS                      | Sea King ASaC7       | Culdrose           |